# Сан-Марино на літніх Олімпійських іграх 2004
Сан-Марино взяло участь у Літніх Олімпійських іграх 2004 року в Афінах (Греція), але не завоювало жодної медалі. Країну представляли 5 спортсменів у 3-х видах спорту.

## Склад олімпійської збірної Сан-Марино

### Легка атлетика
Key
- Note—Місця given for track Змагання are within the Спортсмен's Попередні
змагання only
- Q = Qualified for the next round
- q = Qualified for the next round as a fastest loser or, in field Змагання, by position without achieving the qualifying target
- NR = National record
- N/A = Round not applicable for the Змагання
- Bye = Спортсмен not required to compete in round

Чоловіки
| Спортсмен           | Змагання     | Попередні змагання | Попередні змагання | Чвертьфінал | Чвертьфінал | Півфінал   | Півфінал   | Фінал      | Фінал      |
| Спортсмен           | Змагання     | Результат          | Місце              | Результат   | Місце       | Результат  | Місце      | Результат  | Місце      |
| ------------------- | ------------ | ------------------ | ------------------ | ----------- | ----------- | ---------- | ---------- | ---------- | ---------- |
| Ґаєн Нікола Берарді | біг на 100 м | 10.76              | 7                  | Не пройшов  | Не пройшов  | Не пройшов | Не пройшов | Не пройшов | Не пройшов |

### Стрільба
Чоловіки
| Спортсмен       | Змагання | Кваліфікація | Кваліфікація | Фінал      | Фінал      |
| Спортсмен       | Змагання | Очки         | Місце        | Очки       | Місце      |
| --------------- | -------- | ------------ | ------------ | ---------- | ---------- |
| Франческо Амісі | Трап     | 119          | =9           | Не пройшов | Не пройшов |

Жінки
| Спортсмен       | Змагання | Кваліфікація | Кваліфікація | Фінал      | Фінал      |
| Спортсмен       | Змагання | Очки         | Місце        | Очки       | Місце      |
| --------------- | -------- | ------------ | ------------ | ---------- | ---------- |
| Емануела Фелісі | Трап     | 60           | 7            | Не пройшла | Не пройшла |

### Плавання
До цього раунду на кожній дистанції проходили найкращі спортсмени за часом, незалежно від місця зайнятого в своєму запливі.
Чоловіки
| Спортсмен         | Змагання             | Попередні змагання | Попередні змагання | Півфінал   | Півфінал   | Фінал      | Фінал      |
| Спортсмен         | Змагання             | Час                | Місце              | Час        | Місце      | Час        | Місце      |
| ----------------- | -------------------- | ------------------ | ------------------ | ---------- | ---------- | ---------- | ---------- |
| Дієго Мулароні    | 200 м вільним стилем | 1:56.18            | 56                 | Не пройшов | Не пройшов | Не пройшов | Не пройшов |
| Емануеле Ніколіні | 400 м вільний стиль  | 4:08.28            | 42                 | Н/Д        | Н/Д        | Не пройшов | Не пройшов |

### Офіційні особи
- Президент: Анґело Вічіні
- Генеральний секретар: Фабріціо Стаччіні